# Major
Major é um posto militar, nas forças armadas e de segurança de vários países. Conforme o país, pode ter significados diferentes. Na maioria dos países, corresponde ao primeiro posto de oficial superior, sendo superior a capitão e inferior a tenente-coronel. No entanto, em outros países (como a França), a designação "major" é dada ao posto mais graduado de suboficial.

## Origem
A palavra "major" corresponde ao adjetivo qualificativo "maior", em várias línguas europeias. Como tal, foi utilizada na designação de patentes militares, em vários países, de uma maneira semelhante ao uso da palavra "mor" feito na língua portuguesa. Uma patente que incluísse o adjectivo "major" na sua designação, normalmente, correspondia ao posto mais graduado de uma determinada categoria ou subcategoria de militares. Assim, por exemplo, captain-major e sergeant-major em inglês e capitaine-major e sergent-major em francês - respetivamente, correspondentes a capitão-mor e sargento-mor, em português - designavam o capitão e o sargento mais graduados de todos os restantes capitães e sargentos, respetivamente.

### Patente de major
Como designação de patente de oficial, o termo "major", usado isoladamente, tem origem nos termos "sergeant-major" e "sergent-major", designações inglesa e francesa da patente do terceiro oficial na cadeia de comando de um regimento. Em Portugal, a patente correspondente era a de sargento-mor. Em meados do século XVII, os termos foram contraídos para "major". Mais tarde, o termo "major" foi adoptado em outros países, tanto na forma original como em formas traduzidas, dando origem a termos como "mayor" (espanhol) e "maggiore" (italiano).
Entretanto, na França, o termo deixou de ser utilizado para designar um posto de oficial. Mais tarde, através da contração do termo "adjudant-major", foi reintroduzido para designar um posto de suboficial. Por sua vez, no Reino Unido, o termo composto "sergeant-major" foi, mais tarde, reintroduzido, mas, desta vez, para designar um posto da categoria de sargento.

### Funções de major
Nas forças armadas de diversos países, sobretudo no século XIX, a designação "major" foi utilizada como título de uma função, inicialmente desempenhada por um oficial com a patente de major, mas, depois desempenhada também por oficiais com outras patentes. A função de major referia-se, normalmente, à de adjunto de um comando ou de chefe do Estado-Maior de uma unidade militar.

#### Em Portugal
No Exército Português, o chefe de estado maior de uma brigada era designado "major da brigada" até ao início do século XX. Até final do século XVIII a função designava-se sargento-mor de brigada, sendo desempenhada por oficiais da patente de sargento-mor. No final do século XVIII passam a ser designados "majores das brigadas", talvez pela analogia com a alteração da designação da patente de "sargento-mor" para "major". No entanto, a função deixou de ser, obrigatoriamente, desempenhada por oficiais da patente de major. Igualmente, utilizava-se o termo "major da praça" para designar a função de chefe de estado-maior nas praças de guerra.

#### No Brasil
No Exército Brasileiro, a função de um major é ser adjunto de comando num batalhão, unidade que é comandada por um tenente-coronel ou coronel. O major pode ainda receber o comando de uma unidade um pouco menor que um batalhão, geralmente composta por duas companhias. O major que ingressar na ECEME deve receber, também, funções administrativas que o prepararão para futuros encargos, tanto do Estado-Maior quanto do Alto-Comando do Exército. Por natureza, o oficial pode ingressar na escola quando atingir a patente de major, e permanecerá até a patente de tenente-coronel. As atividades da escola acompanham o oficial até que ele seja promovido à coronel, quando o ingresso no Estado-Maior pode acontecer. O major pode receber também o comando de cursos ou departamentos na EsPCEx ou na AMAN.

### Insígnias e distintivos de major

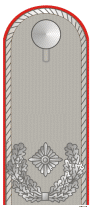
Alemanha
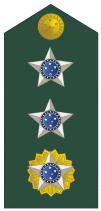
Brasil
Colômbia
Egito
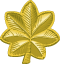
Estados Unidos
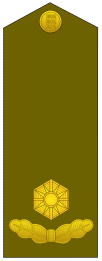
Estônia
Grécia
Holanda
Hungria
Italia
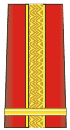
Romênia
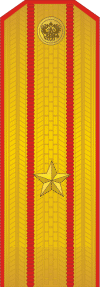
Rússia

### Major-general
O termo "major" foi também utilizado nas designações das patentes e funções de major-general existentes em algumas forças armadas. Contudo a patente de major-general é a de um oficial-general.

## Portugal
Em Portugal, a patente de major corresponde ao primeiro posto de oficial superior no Exército, Força Aérea e Guarda Nacional Republicana. A sua principal função é a de 2º comandante de unidades de escalão batalhão. Na Marinha, a patente equivalente é a de capitão-tenente.

### História
No Exército Português, a patente de major designou-se "sargento-mor", até ao início do século XIX. No final do século XVIII, o termo "major" começa a ser utilizado, ocasionalmente, em substituição do de "sargento-mor". Essa substituição passa a ser definitiva durante a Guerra Peninsular, provavelmente devido à integração do Exército Português com o Britânico, na luta contra as forças napoleónicas. A patente portuguesa de sargento-mor poderia ser confundida com a de sergeant-major, que, na época, já não correspondia a um oficial, mas apenas ao sargento mais graduado dos regimentos britânicos.

## Brasil
Na hierarquia militar brasileira, major é o primeiro posto dos oficiais superiores, imediatamente acima do capitão (que é um oficial intermediário), e abaixo do tenente-coronel. O posto correspondente, na Marinha do Brasil, é o de capitão de corveta.
Nas unidades de tropa (batalhões, regimentos de cavalaria e grupos) do Exército Brasileiro, o major pode ser subcomandante ou exercer funções de estado-maior. Ele pode também comandar uma subunidade (companhia, esquadrão de cavalaria ou bateria) independente.

## Patentes equivalentes em outros países
Vários países não usam o termo "major" para se referir ao oficial com posto intermédio ao capitão e ao tenente-coronel.
Na França, a patente equivalente é denominada "chefe de esquadrão" na artilharia, "chefe de esquadrões" na cavalaria e "chefe de batalhão" na infantaria e nas restantes armas e serviços. Para todas as armas, a patente é, genericamente, conhecida por "comandante".
Na Espanha, a patente equivalente é denominada "comandante", em todas as armas e serviços.